# امبالانجانکامبی
امبالانجانکامبی (به لاتین: Ambalanjanakomby) یک سکونتگاه مسکونی در ماداگاسکار است که در بتسیبوکا واقع شده‌است.

## خصوصیات
امبالانجانکامبی ۱۰٬۰۰۰ نفر جمعیت دارد و ۷۸ متر بالاتر از سطح دریا واقع شده‌است.